# 이세보
경평군 이인응(慶平君 李寅應, 1832년 6월 14일 ~ 1895년 11월 23일)는 조선 후기의 왕족, 문신이자 시조 시인, 작가이다.
흔히 경평군 이호(慶平君 李晧)라 널리 칭하는 그의 본명(本名)은 이인응(李寅應)으로, 원래 이름은 이세보(李世輔)였는데 풍계군의 양자가 되면서 이호(李晧)라 바꿨고 파양 조치된 이후 다시 원 이름 이세보를 사용하다 1868년 흥선대원군의 종친 항렬자 통일 명령으로 이인응으로 개명하였다.
1860년(철종 11)에 판중추부사 김좌근(金左根), 영은부원군 김문근(金汶根) 등 안동김씨(安東金氏)의 세도를 비난하다가 파양당하고 신지도로 유배됐다가 1865년 흥선대원군 집권 후 석방되었다. 그의 본관은 전주(全州), 자는 좌보(左輔), 호(號)는 산남(山南)이다.

## 생애
조선 선조의 다섯째 서자 정원군의 2남 능원대군(綾原大君) 8대손이며, 안풍군 이영(安豊君 李𪸠)의 4대손이다. 아버지는 군수 이단화(李端和)이며, 어머니는 해평윤씨(海平尹氏)로 윤응선(尹應善)의 딸이다.
1851년(철종 2) 7월 14일 사도장헌세자의 3남 은전군의 양자 풍계군 이당(豊溪君 李瑭)의 후사(後嗣, 사후양자)가 되어 이름을 호(晧)로 개명하고, 명선대부(明善大夫, 정3품) 경평도정(慶平都正)의 작호를 받았다. 그래서 철종의 종제(從弟)가 되었다. 이어 8월 6일 소의대부(昭義大夫, 종2품) 경평군(慶平君)으로 진봉되고, 중의대부 겸 오위도총부(中義大夫兼五衛都摠府)부총관이 되었으며, 이어서 승헌대부(承憲大夫)·숭헌대부(崇憲大夫)가 되었다.
1852년(철종 3)에 의덕대부(宜德大夫)로 가자되고, 1853년(철종 4)에 정1품인 현록대부(顯祿大夫)가 되어 철종의 수라상을 감선(監膳)하는 직책을 맡았다.
1857년(철종 8)에 청나라에 파견되는 동지사은정사(冬至謝恩正使)가 되어 부사인 호조참판 임백수(任百秀)와 서장관인 시복정 김창수(金昌秀)를 대동하고 북경에 다녀왔다.
1860년(철종 11)에 판중추부사 김좌근(金左根), 영은부원군 김문근(金汶根) 등 안동김씨(安東金氏)의 세도를 비난하다가 대사헌 서대순(徐戴淳)의 상소에 의하여 성밖으로 축출되었고, 다시 대간의 탄핵을 받아 속적(屬籍)을 끊기고, 이해 11월 4일 경평군(慶平君) 이호(李晧)를 본가로 돌려보내고, 경평군(慶平君)의 작호는 즉시 환수(還收)하라고 명하여 작호를 빼앗긴 다음, 강진 신지도(薪智島)에 위리안치되었다.
1863년(고종 즉위년)에 유배지에서 갖은 고초를 겪다가 조대비(趙大妃)와 흥선대원군의 배려로 석방되었다.
1865년(고종 2)에 부총관으로 벼슬을 다시 시작하여 한성부우윤·한성부좌윤이 되었고, 1866년(고종 3)에 병조참판·동지돈녕부사·형조참판·공조참판을 지냈고, 1868년(고종 5)에 이름을 인응(寅應)으로 개명하였다.
1869년(고종 6)에는 호조참판, 이어 다시 부총관이 되었다. 그 뒤 여주목사·오위도총부·한성부판윤·공조판서·형조판서·판의금부사가 되어 1894년(고종 31)까지 고관대작으로서 다섯 차례의 공조판서, 여섯 차례의 판의금부사, 두 차례의 한성부판윤을 지냈다. 특히 경복궁 중건에 큰 역할을 담당했다.
안동 김씨 일파의 세도정치로 혼미했던 철종 시대에 종친으로서 경원군 이하전(李夏銓), 이하응(李昰應)과 함께 가장 뚜렷한 인물이었다. 여주목사와 개성유수로 재직할 때에는 언제나 백성편에 서서 백성들의 어려움을 살펴주려고 애쓴 목민관이었다. 최종 관직은 숭록대부에 이르렀다.
1895년(고종 32) 향년 64세로 별세하였다. 묘소는 충청남도 천안군 거재마을(巨宰洞) 묘좌에 있다.
참고로 이세보의 친 사촌동생 이종응(李宗應)의 증손자가 제8대 민주공화당 전국구 국회의원, 제9대 유신정우회 국회의원을 지낸 이해랑(李海浪)이다.

## 저서
《풍아》(風雅)·《시가》(詩歌) 등의 시조집이 있고, 458수의 시조를 지음으로써 조선시대에 있어서 가장 많은 시조를 지은 인물이다.
- 시조의 주제 내용은 부정부패비판·유배·애정·도덕·절후·기행·계고(稽古)·유람유흥(遊覽遊興) 등으로 다양한 것이 다른 작가의 시조에서는 찾을 수 없는 특징을 지니고 있다.

## 가족 관계
- 생고조부 : 이후근(李厚瑾), 안풍군 이영의 아들
- 생증조부 : 이복현(李復鉉), 음서로 부사 역임, 수직으로 첨추, 증직으로 이조판서
- 생조부 : 이제로(李濟魯), 증 좌찬성
- 생부 : 이단화(李端和), 음서로 군수 역임, 증 이조참판 종정경
- 생모 : 해평윤씨, 윤응선(尹應善)의 딸
  - 친 동생 : 이세필(李世弼)
  - 친 동생 : 이택응(李宅應)
  - 친 동생 : 이헌응(李憲應)
- 양부 : 풍계군 이당
- 양모 : 광산현부인 증 광산군부인 광산김씨
- 부인 : 연안김씨(1828년 8월 17일 - 1850년 8월 23일, 김긍연(金兢淵)의 딸, 묘는 과천 안양리에 있다.
- 부인 : 반남박씨(1832년 4월 22일 ~ ?), 박희수(朴熺壽)의 딸
  - 양자 : 이재형(李載馨, 1871년 12월 16일 ~ ?), 생부는 원응(元應)
  - 양며느리 : 연일정씨(1870년 5월 21일 ~ ?), 정익원(鄭益源)의 딸
- 첩 : 이름 미상
  - 서녀 : 이씨
  - 사위 : 김영립(金永立, 광산인)

## 경평군 이호를 다룬 작품

### TV 드라마
- 《풍운》(1982년, KBS) - (배우: 반문섭)
- 《찬란한 여명》(1995년, KBS) - (배우: 임병기)